# Bulbophyllum jaapii
Bulbophyllum jaapii é uma espécie de orquídea (família Orchidaceae) pertencente ao gênero Bulbophyllum. Foi descrita por Dariusz Lucjan Szlachetko e Tomasz Sebastian Olszewski em 2001.